# Coprothermobacterota
Coprothermobacterota este o încrengătură propusă, ce include specii de bacterii imobile, cu formă de bacil. Speciile sunt strict anaerobe, termofile, dezvoltându-se la o temperatură cuprinsă între 55°C și 70°C.